# 竹内照夫
竹内 照夫（たけうち てるお、1910年5月10日 - 1982年8月23日）は、中国哲学者、北海道大学名誉教授。

## 略歴
東京生まれ。文芸評論家・竹内良夫は弟。東京帝国大学卒。1961年「仁の古義の研究」で東京大学より文学博士の学位を取得。北海道大学助教授、教授、関西大学教授、1978年退任。武田泰淳は友人。

## 著書
- 『春秋』日本評論社・東洋思想叢書 1942
- 『予言の効用』角川新書 1957、東洋書院 2013
- 『文字の話』角川新書 1960
- 『仁の古義の研究』明治書院 1964
- 『四書五経　中国思想の形成と展開』平凡社東洋文庫 1965、第二版1981、ワイド版2003
  - 『四書五経入門　中国思想の形成と展開』平凡社ライブラリー 2000
- 『運命学入門』読売新聞社 1968
  - 『運命学の本 あなたを守る推命術』読売新聞社・読売新書 1970
- 『明解諸子』明治書院 1969
- 『干支物語』社会思想社・現代教養文庫 1971
- 『資治通鑑』明徳出版社・中国古典新書 1971
- 『四書五経入門』日本文芸社 ダルマ・ブックス 1973
- 『十八史略入門 生き方の真髄を説く 人間の真実はどこまでとどく』日本文芸社 ダルマ・ブックス 1974
- 『司馬遷史記入門 勝者と敗者の人間百科』日本文芸社 ダルマ・ブックス 1975
- 『やさしい易と占い』社会思想社・現代教養文庫 1981

## 編訳・注解
- 『中国古典文学全集 3　春秋左氏伝』平凡社 1958。現代語訳のみ
  - 改訂版 『中国古典文学大系 2　春秋左氏伝』平凡社 1968。普及版「中国の古典シリーズ」1972
- 『新釈漢文大系11・12　韓非子』明治書院 1960-64　
  - 抜粋版 『新書漢文大系13　韓非子』明治書院 2002。篠田幸夫編
- 『新釈漢文大系27・28・29　礼記』明治書院 1971-79
- 『全釈漢文大系4・5・6　春秋左氏伝』集英社 1974-75
- 『四書・漢詩抄』大成出版社 1977。編著

## 記念論集
- 『中国学論文集 竹内照夫博士古稀記念』竹内照夫博士古稀記念論文集刊行会　1981

## 参考
- 竹内照夫教授略歴 関西大学中国文学会紀要 1978-03